# Katsuragi (porte-avions)
Pour les articles homonymes, voir Katsuragi (homonymie).
Le Katsuragi (葛城) était un porte-avions de classe Unryū construit pour la Marine impériale japonaise pendant la Seconde Guerre mondiale. Nommé d'après le mont Katsuragi, et complété tardivement à la fin de la guerre, il n'a jamais embarqué d'avion et a passé la dernière année de la guerre dans les eaux japonaises. Le navire est gravement endommagé en juillet 1945, après avoir été frappé à plusieurs reprises au cours de frappes aériennes américaines sur la base aérienne de Kure. Réparé après la fin de la guerre, le Katsuragi est ensuite utilisé comme navire de rapatriement pendant plusieurs mois, ramenant au Japon des soldats et des civils japonais des territoires libérés de l'occupation. Il fut démoli à Osaka en 1947.

## Conception

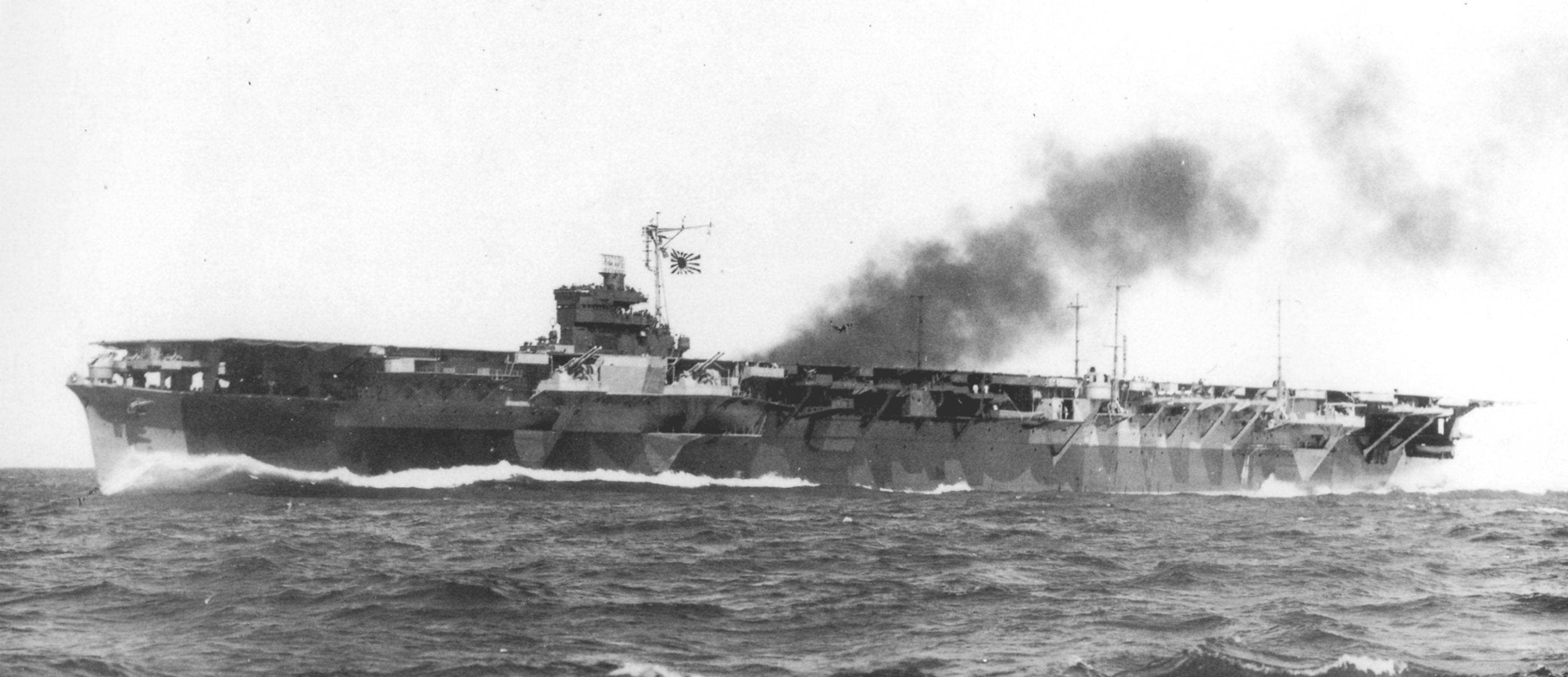
Le Katsuragi en 1944.

La construction des porte-avions de classe Unryū fait partie du programme de guerre 1941-42 et est basé sur les Sōryū et Hiryū. Programme naval destiné à remplacer les pertes durant la bataille de Midway, seize navires sont prévus, mais seulement trois seront finis, les Unryū, Amagi, et Katsuragi.
Il était prévu de lui installer le même système de propulsion que les autres membres de sa classe, et développant 152 000 ch. Mais du fait de sa non-disponibilité, le Katsuragi se verra affubler de deux groupes de propulseurs utilisés pour les destroyers, développant 104 000 ch (2 x 52 000 CV). Malgré cette modification, il atteindra malgré tout une vitesse de 32 nœuds (59 km/h) au lieu des 34 prévus à l'origine.

## Historique
La construction du Katsuragi commence le 8 décembre 1942 à l'arsenal naval de Kure; lancé le 19 janvier 1944, et mis en service le 15 octobre 1944. Le navire transite à travers de nombreux ports en mer intérieure de Seto jusqu'à son arrivée à Kure le 15 février 1945 où il sera camouflé. Le 19 mars, le navire est attaqué par des avions de la Task Force 58 où il est légèrement endommagé par plusieurs tirs de roquettes; un homme est tué et trois sont blessés dans l'attaque. Cinq jours plus tard, le navire est amarré à l'île de Mitsukojima, dans le port de Kure, où il est complètement camouflé. Le 20 avril, le capitaine Toshio Miyazaki (en) est nommé commandant du Katsuragi.

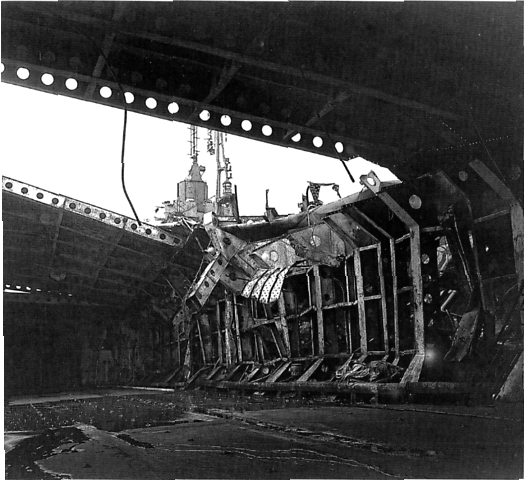
Dégâts d'une bombe américaine de 910 kg ayant explosé dans le hangar du Katsuragi.

Lors du bombardement de Kure le 24 juillet, il est attaqué par des avions de la Task Force 38 et est touché par une bombe de 230 kg, tuant 13 hommes et en blessant 5. Pendant un second raid, le 28 juillet, il est de nouveau touché par une bombe de 910 kg, pénétrant dans le poste de pilotage et explosant dans le haut du hangar, entre les ascenseurs. La bombes souffle et déforme le pont d’envol sur une longueur de 85 mètres. Malgré les lourds dégâts, seulement 13 hommes sont tués (dont le commandant en second) et 12 sont blessés lors de l'explosion.
Le Katsuragi survit à la guerre, bien qu’endommagé, et sert de transport afin de rapatrier les prisonniers japonais et les petites garnisons isolées dans l'immensité du Pacifique (dont certaines n'apprirent la reddition du Japon qu'en 1946). Il est réformé le 15 novembre et démoli du 22 décembre 1946 au 30 novembre 1947 par la société Hitachi Zosen à Osaka.